# جورجو مینیسینی
جورجو مینیسینی (ایتالیایی: Giorgio Minisini؛ زادهٔ ۹ مارس ۱۹۹۶) شناگر شنای موزون اهل ایتالیا است.
وی در مسابقات کشوری و بین‌المللی در مجموع برندهٔ ۹ مدال طلا، ۱۱ مدال نقره، ۳ مدال برنز شده‌است.